# Saddlehorn Visitor Center
Le Saddlehorn Visitor Center – ou Colorado National Monument Visitor Center – est un office de tourisme américain dans le comté de Mesa, au Colorado. Protégé au sein du Colorado National Monument, cet office de tourisme du National Park Service est abrité dans un bâtiment dessiné par Cecil J. Doty dans le cadre de la Mission 66 puis construit en 1963. C'est une propriété contributrice au Colorado National Monument Visitor Center Complex, un district historique inscrit au Registre national des lieux historiques depuis le 15 juillet 2003. À l'extérieur se trouve une plaque Mather.